# RBFOX2
RBFOX2 (англ. RNA binding protein, fox-1 homolog 2) – білок, який кодується однойменним геном, розташованим у людей на короткому плечі 22-ї хромосоми. Довжина поліпептидного ланцюга білка становить 390 амінокислот, а молекулярна маса — 41 374.
| 10         |  | 20         |  | 30         |  | 40         |  | 50         |
| ---------- |  | ---------- |  | ---------- |  | ---------- |  | ---------- |
| MQNEPLTPGY |  | HGFPARDSQG |  | NQEPTTTPDA |  | MVQPFTTIPF |  | PPPPQNGIPT |
| EYGVPHTQDY |  | AGQTGEHNLT |  | LYGSTQAHGE |  | QSSNSPSTQN |  | GSLTTEGGAQ |
| TDGQQSQTQS |  | SENSESKSTP |  | KRLHVSNIPF |  | RFRDPDLRQM |  | FGQFGKILDV |
| EIIFNERGSK |  | GFGFVTFENS |  | ADADRAREKL |  | HGTVVEGRKI |  | EVNNATARVM |
| TNKKMVTPYA |  | NGWKLSPVVG |  | AVYGPELYAA |  | SSFQADVSLG |  | NDAAVPLSGR |
| GGINTYIPLI |  | SLPLVPGFPY |  | PTAATTAAAF |  | RGAHLRGRGR |  | TVYGAVRAVP |
| PTAIPAYPGV |  | VYQDGFYGAD |  | LYGGYAAYRY |  | AQPATATAAT |  | AAAAAAAAYS |
| DGYGRVYTAD |  | PYHALAPAAS |  | YGVGAVASLY |  | RGGYSRFAPY |  |            |

A: Аланін

D: Аспарагінова кислота

E: Глутамінова кислота

F: Фенілаланін

G: Гліцин

H: Гістидин

I: Ізолейцин

K: Лізин

L: Лейцин

M: Метіонін

N: Аспарагін

P: Пролін

Q: Глутамін

R: Аргінін

S: Серин

T: Треонін

V: Валін

W: Триптофан

Кодований геном білок за функцією належить до фосфопротеїнів. 
Задіяний у таких біологічних процесах, як процесинг мРНК, сплайсинг мРНК, альтернативний сплайсинг. 
Білок має сайт для зв'язування з РНК. 
Локалізований у цитоплазмі, ядрі.